# József Navarrete
József Navarrete (Santa Clara, 26 dicembre 1965) è un ex schermidore ungherese, vincitore di una medaglia d'argento nella scherma ai giochi olimpici.